# Facultad de Economía Internacional (UACH)
La Facultad de Economía Internacional de la Universidad Autónoma de Chihuahua (UACH) es una de las quince facultades universitarias de la universidad mexicana. Su sede está en Hidalgo del Parral, Chihuahua, y ofrece programas de licenciatura y posgrado con especialidades en desarrollo regional,  políticas públicas, emprendimiento, innovación y desigualdad. 

## Historia
Sus orígenes datan de 1989 cuando un grupo de empresarios, autoridades y funcionarios universitarios liderados por el ME Manuel Parga Muñoz, crearon un centro regional de adiestramiento y educación continua, en el que se establece un tronco común para las carreras de administración de empresas, contabilidad y ciencias de la comunicación.
En 1991se instituye la carrera de economía internacional convirtiéndose entonces en centro regional de investigación y educación continua. 
Para 1992 se autoriza por el rector Carlos Ochoa y en 1995 el Consejo Universitario presidido por el Rector Sergio Piña Marshall otorga oficialmente el nombramiento de Escuela de Economía Internacional.
En 1996 el mismo Dr. Piña hace entrega de las instalaciones propias de la Escuela creándose así el Campus Parral. 
En 2009, la Escuela de Economía Internacional es reconocida por el consejo universitario como Facultad gracias a la presentación de la Maestría en Economía Empresarial que se imparte en la Facultad.

## Directores
M.E. Manuel Parga Muñoz
Lic. Abner Guzmán Ramos
Ing. Luis Carlos Rivera Rodríguez
M.E.E. Herik Germán Valles Baca
Dr. Javier Martinez Morales
M.A. Olinda Orneas Benítez

## Programas educativos
Licenciatura en Economía Internacional 
Licenciatura en Negocios Internacionales
Maestría en Economía Empresarial

## https://uach.mx/fei/
- Datos: Q24203524